# Eve Brent
Eve Brent, właśc. Jean Lewis (ur. 30 listopada 1929 w Houston, zm. 27 sierpnia 2011) – amerykańska aktorka.

## Filmografia
- 1957: Czterdzieści rewolwerów (Forty Guns) jako Louvenia Spanger
- 1957: Journey to Freedom
- 1958: Tarzan's Fight for Life) – Jane
- 1958: Tarzan and the Trappers – Jane
- 1958: The Bride and the Beast – stewardesa
- 1958: Destination Nightmare – Lila Kirby
- 1959: The Sad Horse – Sheila
- 1962: Stakeout – Susie
- 1965: Mara of the Wilderness – Pani Wade
- 1967: Poradnik żonatego mężczyzny (A Guide for the Married Men) – Joe X's Blowsy Blonde
- 1969: The Happy Ending – Ethel
- 1970: Triangle
- 1971: How's Your Love Life? – pani Ryan
- 1971: The Barefoot Executive – pani Crampton
- 1974: How to Seduce a Woman – dr Sister's Sister
- 1977: Biały bizon (The White Buffalo) – Frieda
- 1980: Zamroczenie (Fade to Black) – Stella Binford
- 1983: Można oszaleć (Going Berserk) – pani Reese
- 1983: BrainWaves – pani Simpson
- 1984: Wyścig z księżycem (Racing with the Moon) – Mrs. Kaiser
- 1987: Randka z aniołem (Date with an Angel) – Matron #1
- 1989: The Experts (1989) jako Ciotka Thelma
- 1992: Szkoła urwisów - Hawajska przygoda (Saved by the Bell: Hawaiian Style) – pani Finley
- 1999: Zielona mila (The Green Mile) – Elaine Connelly
- 2004: Garfield (Garfield: The Movie) – pani Baker